# 山本由松
山本由松（1893年12月15日—1947年6月28日），日本福井縣人，植物學家，專長是防己科的植物研究，著有《續臺灣植物圖譜》五卷、《蘭印植物紀行》、《海南島植物資料》、《臺灣植物概論》。

## 生平

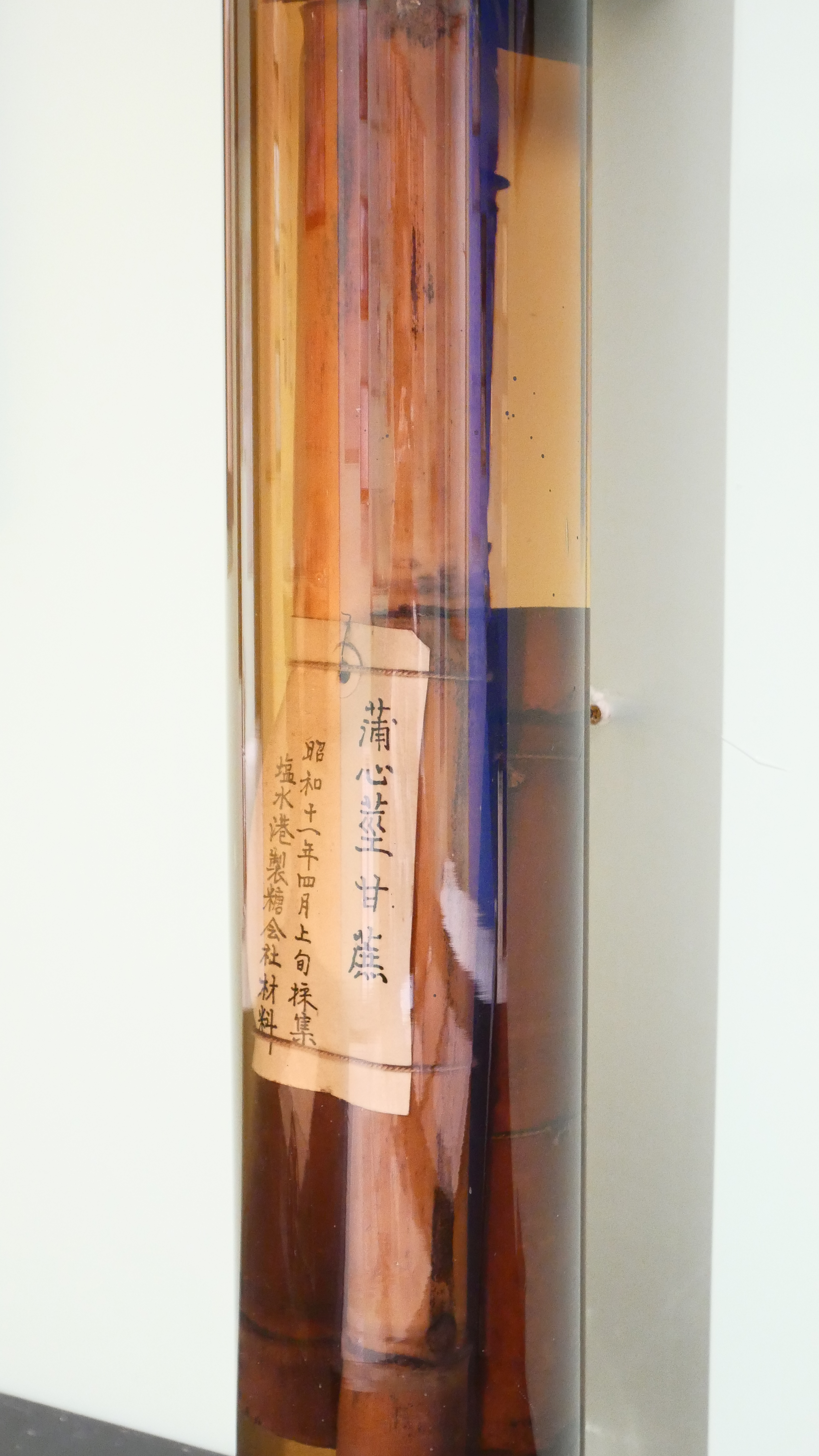
山本由松於1937年所採集的甘蔗浸液標本

山本由松為早田文藏的學生，於1923年自東京帝大理學部植物學科畢業，隔年擔任臺灣總督府中央研究所林業部囑託，後來在1928年擔任臺北帝國大學理學部助教授，同年8月間任臺北帝大農林專門部教授，在1933年時成為在外研究員，共有一年十個月的時間前往美國、英國與德國，隔年以論文《續臺灣植物圖譜》五卷取得理學博士。
他在1939年時前往爪哇、蘇門答臘等地採集防己科植物，著《蘭印植物紀行》，隔年前往海南島研究，著有《海南島植物資料》，而《臺灣植物概論》一書亦著於同一年（1940年）。
1943年從菲律賓返回臺灣，二次大戰之後繼續在臺灣大學擔任教授直至1947年，而後前往蘭嶼作研究，卻因遭恙蟲咬而發高燒，於臺大醫院去世。